# Lista de deputados estaduais do Amazonas da 8.ª legislatura
Esta é a lista de deputados estaduais do Amazonas para a legislatura 1975–1979.

## Composição das bancadas
| Partido | Líder                    | Bancada | Posição  |
| ------- | ------------------------ | ------- | -------- |
| MDB     | Natanael Bento Rodrigues | 8 / 15  | Oposição |
| ARENA   | Gláucio Bentes Gonçalves | 7 / 15  | Governo  |

## Deputados Estaduais
Das quinze vagas em disputa o MDB superou a ARENA por oito a sete.
| Número | Deputados estaduais eleitos     | Partido | Votação | Percentual | Cidade onde nasceu    | Unidade federativa |
| 15872  | Natanael Bento Rodrigues        | MDB     | 12.998  | 7,48%      | São Paulo de Olivença | Amazonas           |
| 15175  | José Dutra                      | MDB     | 8.655   | 4,98%      | Barreirinha           | Amazonas           |
| 15322  | Damião Alves Ribeiro            | MDB     | 8.079   | 4,65%      | Coari                 | Amazonas           |
| 15519  | Carlos Farias Ouro de Carvalho  | MDB     | 6.413   | 3,69%      | Manaus                | Amazonas           |
| 15182  | Aloísio Rodrigues de Oliveira   | MDB     | 5.333   | 3,07%      | Manaus                | Amazonas           |
| 11383  | Gláucio Bentes Gonçalves        | ARENA   | 4.827   | 2,77%      | Parintins             | Amazonas           |
| 11395  | Domíngos Sávio de Lima          | ARENA   | 4.657   | 2,68%      | Barreirinha           | Amazonas           |
| 11237  | Jurandir Cleuter Mendonça       | ARENA   | 4.615   | 2,65%      | Itacoatiara           | Amazonas           |
| 11223  | Homero de Miranda Leão          | ARENA   | 4.581   | 2,63%      | Maués                 | Amazonas           |
| 15476  | Manoel Monteiro Diz             | MDB     | 4.460   | 2,56%      | Manaus                | Amazonas           |
| 11358  | José Belo Ferreira              | ARENA   | 4.352   | 2,50%      | Manaus                | Amazonas           |
| 15745  | José Costa de Aquino            | MDB     | 4.279   | 2,46%      | Manaus                | Amazonas           |
| 11947  | Eunice Michiles                 | ARENA   | 4.172   | 2,40%      | São Paulo             | São Paulo          |
| 15789  | Paulo Pedraça Sampaio           | MDB     | 4.040   | 2,32%      | Manicoré              | Amazonas           |
| 11317  | Maria do Perpétuo Socorro Dutra | ARENA   | 3.954   | 2,27%      | Boca do Acre          | Amazonas           |